# Steve Clark (muzyk)
Stephen Maynard Clark (ur. 23 kwietnia 1960 w Sheffield, zm. 8 stycznia 1991 w Londynie) – drugi gitarzysta brytyjskiego zespołu hardrockowego Def Leppard, do chwili śmierci w 1991.
Zanim dołączył do Def Leppard, grał covery z zespołem Electric Chicken, w Sheffield. W 1978 dołączył do Def Leppard. Pierwsze cztery albumy zespołu z jego udziałem, zdobyły dużą popularność. Z powodu nich nazywano go "The Riffmaster" (mistrz riffów). Steve i Phil Collen tworzyli duet gitarowy, nazwany Terror Twins.
Clark przez lata leczył się z alkoholizmu. Zmarł w wyniku przedawkowania leków antydepresyjnych, przeciwbólowych i alkoholu.
W 2004 roku muzyk wraz z Philem Collenem został sklasyfikowany na 41. miejscu listy 100 najlepszych gitarzystów heavymetalowych wszech czasów według magazynu Guitar World.